# Abchazské jméno
Abchazské jméno, tedy osobní jméno užívané členy abchazského národa v Abcházii nebo v diasporách, má nejčastěji dvě části, a to rodné jméno a příjmení. Za časů Sovětského svazu a ruské nadvlády v 19. století si mnozí Abchazové dávali po ruském vzoru prostřední jméno. Tradičně se abchazské jméno psalo formou příjmení + jméno, ale v dnešní době je již zcela běžná forma jména + příjmení jako v evropských jazycích.

## Osobní jméno
Navzdory faktu, že v Abcházii žije jen 122 175 obyvatel, kteří se dle sčítání lidu z roku 2011 provedeném separatistickou abchazskou vládou hlásí k abchazskému národu, je paleta abchazských jmen velmi bohatá. Odborná díla na toto téma sepisovali kavkazští nebo ruští učenci v průběhu celého 20. století (Inal-Ipa, Marr, Bgažba, Kecba, Amčfa a další). V Abchazštine je však mnohem více jmen pro muže než pro ženy, ale je zde množství jmen, která jsou použitelná pro muže i ženy. Abchazové používají první jména k běžnému oslovování, a to i v případě výrazně staršího člověka. Často se ale ke jménu v případě zvolání přidá koncovka -a (v abchazštině -а), která zvolání (např. Astan → Astana!) přemění významově na „(Vážený) Astane!“
Ve starověku a raném středověku byla písemně zaznamenávána pouze jména, jež patřila abchazské šlechtě, a ta upřednostňovala v té době převážně cizokrajná jména, většinou přejatá z perštiny nebo z latiny. DLe gruzínských kronik si abchazská šlechta ve vrcholném středověku a novověku dávala jako křestní jména opět převážně perská, řecká nebo latinská. Ovšem vzácně se už u šlechty objevovala i jména, jež nepoužívalo obyvatelstvo žádné velmoci v okolí, která měla na Abcházii politický a kulturní vliv. V dnešní době jsou jména tedy rozdělena obecně do dvou skupin: původní abchazská jména a přejatá od jiných národů.
Abchazská původní jména obvykle mají v abchazštině význam živočichů, rostlin, místních názvů, vlastností atd. a objevují se ve dvou formách: bez členu určitého nebo s ním (předpona a-). Vyskytují se jednoslabičná a jednoduchá jména, ale i komplexní složeniny, kdy se ke kořenu jména přidávají různé předpony či přípony, konkretizující význam jména. Zde je jejich rozdělení s příklady, v závorce doslovně přeloženy do češtiny:
1. Původní jména bez členu určitého
  - chlapecká
    - Hvenap / Ҳәенап (myš)
    - Macves / Маҵәс (hrom)
    - Švarach / Шәарах (jelen)

  - dívčí
    - Kaka / Кака (travnatá - zpodstatnělé přídavné jméno ve významu barvy)
    - Kvarasa / Ҟәараса (holubice)
    - Dzerkvej / Ʒeркәи (světluška)
2. Původní jména se členem určitým "a-"
  - chlapecká
    - Abga / Абга (vlk)
    - Achra / Ахра (skála)
    - Azachu / Азахә (Čerkes)

  - dívčí
    - Amza / Амза (měsíc)
    - Amra / Амра (slunce)
    - Afezba / Афәзба (žena)
3. Původní jména složená (další členění závisí obvykle na tématu)
  - s příponou -gve (гә - srdce)
    - Abzagve / Абзагә (zkrácený kořen Abaza + gwe => doslova Abazinské srdce)
    - Adgjagve / Aдгьагә (zkrácený kořen Adegja + gwe => Adygejské/Čerkeské srdce)
    - Mšvagve / Мшәагә (odvážné srdce)

  - s předponou gve- (гә - srdce)
    - Gvedzba / Гәӡба (srdcem rozhodnout)
    - Gvemšva / Гәмшәа (nebojácné srdce)
    - Gvaže / Гәажә (staré srdce)

  - s předponou la- (Ла - oko)
    - Alapšdza / Алаҧӡа (člen určitý + oko + krásná => doslova Krásnoočko)
    - Lacveš / Лацәшь (Oko + šedá => Šedoočko)
    - Laces / Лаҵәс (Oko + pták => Oko ptačí)

  - s příponou -nekva (неқәа - chodec, chodit)
    - Aašjanekva / Аашьанеқәа (líný chodec)
    - Mdžvanekva / Мҕәанеқәа (chodit "po cestě")
    - Šjchanekva / Шьханеқәа (horský chodec)

  - s předponou Chje- (Хьә - zlato)
    - Chjerpes / Хьәрпес (zlatý chlapík/ženská)
    - Chjemca / Хьәмца (zlatý oheň)
    - Chjerkvebčchja / Хьәрҟәбҷьа (zlatem mazaná)

  - další příklady
    - Mramza / Мрамза (pouze ženy: slunce-měsíc)
    - Džigvela / Ҕьгәла (stojící dub)
    - Dzvekveth / Ӡәкәҭ (pouze ženy: doslova vodní slepice. Odborný název je pro myšlený druh v češtině Slípka zelenonohá)
4. Původní jména odvozená (některé mají funkci zdrobněliny)
5. Původní jména komplexní
  -     - Gvemšva / Гәмшәа (nebojácné srdce: Гә - srdce, -м- infix záporka, шәа - bát se)
    - Lagveztov / Лагәзтоә (oko a srdce kde máš)
6. Jména přejatá z cizích jazyků
  - z turečtiny
    - Adamer / Адамер (z původního Aydemir - železný měsíc)
    - Aslan / Аслан (z původního Arslan - lví hrdina)
    - Gjezel / Гьезел (pouze ženy: z původního Güzel - kráska)
    - Kvečjeq / Кәҷеҟә (z původního Küçük - malý kluk, malé dítě)
    - Tengjez/Tengiz / Тенгьез (z původního Tengiz - moře)

  - z arabštiny
    - Abdala (z původního Abdallah - služebník boží)
    - Amina(t) (pouze ženy: z původního Amíná - důvěrnice)
    - Azamat (z původního Azzamat - velikost)
    - Aaziz (z původního Azíz - drahý)

## Abchazská příjmení
Abchazská příjmení jsou zpravidla odvozená od vlastních abchazských slov podle klíče ipa (иҧа), znamenající „jeho syn.“ Většina příjmení je však v dnešní době zakončená koncovkou -ba (-ба), což je její zkomolenina. Přesto se vzácně koncovka -ipa ještě vyskytuje. U žen je tradičně koncovkou u příjmení -pcha (-ԥа).
Mezi další koncovky u příjmení patří -va, -aa, -ija, a další, které jsou výsledkem snahy mnohých gruzínských kněžích z 19. a 20. století zapisovat do matrik příjmení Abchazů tak, aby vypadaly „gruzínsky“. V Abcházii jsou však užívána i příjmení zcela bez typické koncovky. Původ takových příjmení je nejasný, ale dá se předpokládat, že je neabchazský.
Jednotlivá příjmení v abchazské společnosti byla známkou společenského statutu. V tradičním abchazském právu též existoval institut odebrání buď jména, nebo příjmení, a to jako trest za většinou sexuální zločiny typu incest či znásilnění. Dále nebylo příjmení udělováno nemanželským dětem, zajatcům, otrokům či sirotkům. Takoví ale mohli příjmení nakonec získat po vzoru -ipa až pro své potomstvo, které se tak mohlo odpoutat ze dna společnosti a začlenit se.